# برج الحصان
برج الحصان (馬) هو أحد الأبراج الصينية الأثني عشر و يرمز في الصّين القديمة إلى الحرّيّة والمهنة المتميّزة
، يكافئ برج الجوزاء في الأبراج الغربية .

## الأعوام والعناصر الموافقة للبرج
يقال إن المولودين ضمن التواريخ أدناه من برج الحصان حسب من يعتقد بالأبراج الصينية:
- 25 يناير 1906 — 12 فبراير 1907 : الحصان الناري
- 11 فبراير 1918 — 31 يناير 1919 : الحصان الأرضي
- 30 يناير 1930 — 16 فبراير 1931 : الحصان المعدني
- 15 فبراير 1942 — 04 فبراير 1943 : الحصان المائي
- 03 فبراير 1954 — 23 يناير 1955 : الحصان الخشبي
- 21 يناير 1966 — 04 فبراير 1967 : الحصان الناري
- 07 فبراير 1978 — 27 يناير 1979 : الحصان الأرضي
- 27 يناير 1990 — 14 فبراير 1991 : الحصان المعدني
- 12 فبراير 2002 — 31 يناير 2003 : الحصان المائي
- 31 يناير 2014 — 18 فبراير 2015 : الحصان الخشبي
- 17 فبراير 2026 — 05 فبراير 2027 : الحصان الناري
- 04 فبراير 2038 — 23 يناير 2039 : الحصان الأرضي

## مميزات هذا البرج
| الصفة                     |                               |
| ------------------------- | ----------------------------- |
| العنصر                    | ناري                          |
| الاتجاه                   | الجنوب                        |
| الالوان                   | الأسود, الأصفر, البني, بنفسجي |
| الاستقطاب                 | يانغ                          |
| احجار الحظ                | توباز                         |
| ارقام الحظ                | 2, 3 ,7                       |
| الترتيب                   | 7                             |
| الفصل                     | الصيف                         |
| الشهر                     | يونيو                         |
| الحلفاء                   | النمر، الكلب                  |
| الاعداء                   | الفأرة                        |
| مقابله في الأبراج الغربية | الجوزاء                       |

## مشاهير برج الحصان
- عديدة هي مشاهير هذا البرج في كافة المجالات نذكر منها : محمد علي كلاي، مايك تايسون، نيلسون مانديلا، إسحاق نيوتن، أحمد شوقي، توماس اديسون، نيل أرمسترونغ، جانيت جاكسون، كيفن كوستنر، كلينت إستوود، جاكي شان، جون ترافولتا، شون كونري، هاريسون فورد، جينيفر لورانس، كريستين ستيوارت